# Wolant (powóz)

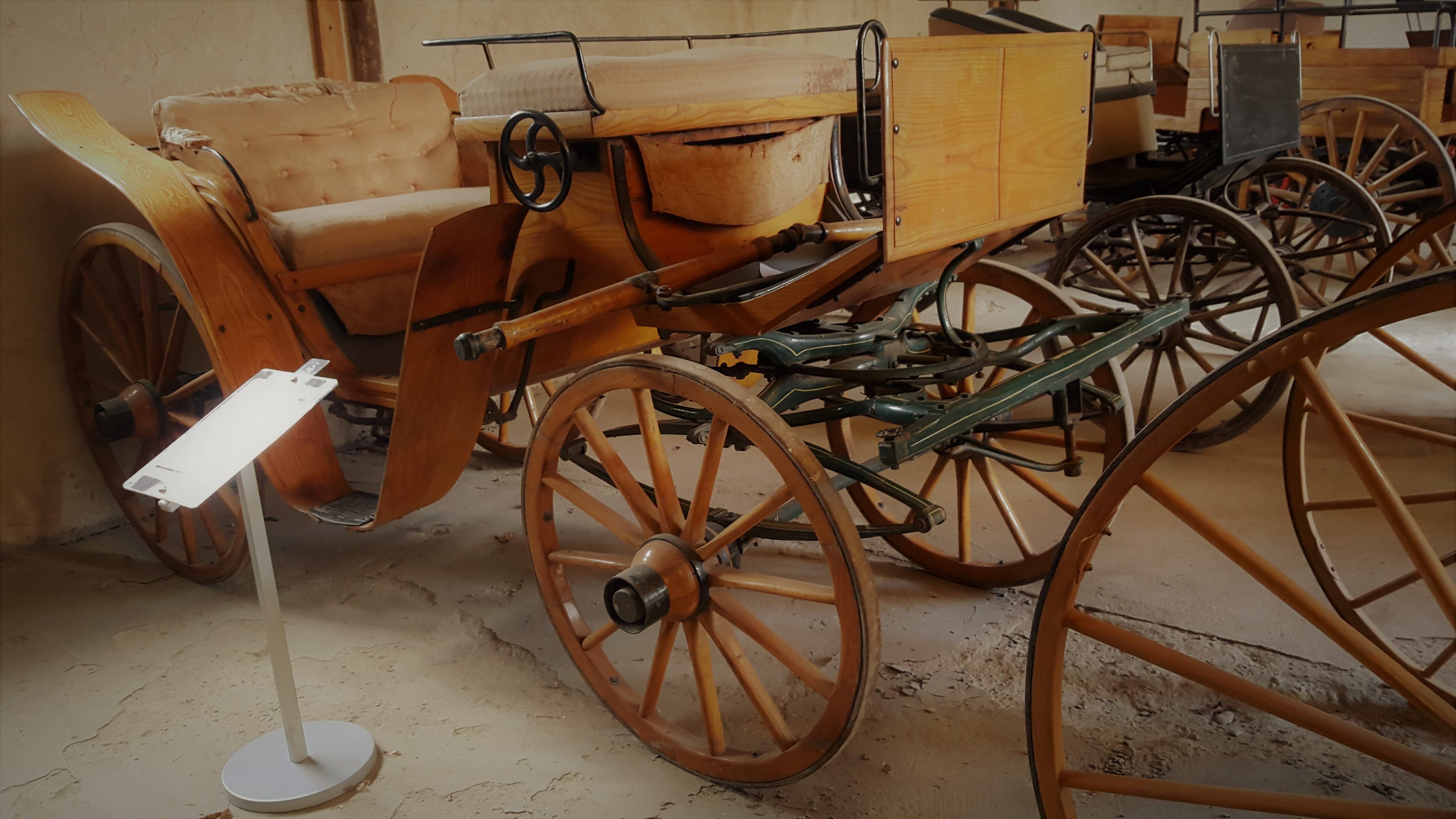
Wolant z tarnowskiej kolekcji pojazdów konnych. Wytwórca: Ehrngard & C. Shall, Paryż.

Wolant (fr. volante) – resorowany czterokołowy pojazd zaprzęgowy, powóz typu milord bez budy. Pojazd o charakterze spacerowo-wyjazdowym w dwukonnym lub jednokonnym zaprzęgu, znany od XIX wieku. Wolant posiada jedno siedzisko stałe i kozioł dla stangreta. Nazwa najczęściej używana w Wielkopolsce.